# Колосникова решітка (елемент грохота)

Грохот колосниковий.

Колосникова решітка — основний елемент колосникового грохота.

## Колосникові сита
Різновид просіюючих поверхонь грохотів.
Колосникові сита збирають з колосників, розташованих паралельно і скріплених між собою. Колосники можуть мати різний профіль (рис.), але найкращим вважається трапецієподібний, тому що при проходженні через щілину, що розширюється, зерна матеріалу в ній не заклинюються.
Колосникові решітки застосовують для підготовчого грохочення — виділення крупних класів при відстані між колосниками не менше 50 мм.
На рудних збагачувальних фабриках колосникові решітки установлюються перед дробарками крупного дроблення для відділення матеріалу крупністю менше 200—300 мм. Оскільки на колосникову решітку надходить руда крупністю до 1000—1200 мм, колосники виготовляють з двотаврових балок та захищають їх плитами з марганцевистої сталі. Матеріал по ситу переміщається під дією сили ваги, тому кут нахилу сита повинен бути 30 — 45о, а при підвищеній вологості матеріалів на 5–10о більше. Недолік колосникових сит — відносно малий коефіцієнт живого перетину (40 — 70 %). Перевага — простота конструкції, надійність роботи.